# Euproctis flavomarginata
Euproctis flavomarginata är en fjärilsart som beskrevs av Alfred Ernest Wileman och South 1921. Euproctis flavomarginata ingår i släktet Euproctis och familjen tofsspinnare. Inga underarter finns listade i Catalogue of Life.